# IJzeren Wolf (personage)

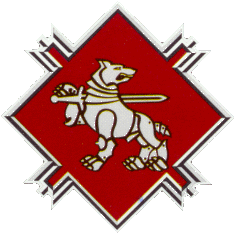
De IJzeren Wolf wordt gebruikt als mascotte door het Litouwse leger (de Gemotoriseerde Infanterie Brigade IJzeren Wolf)

De IJzeren Wolf (Litouws: Geležinis Vilkas) is een mythisch personage van een middeleeuwse legende over de stichting van Vilnius, de hoofdstad van de oude Grootvorstendom Litouwen en de moderne Republiek van Litouwen.
De legende wordt voor het eerst gevonden in de Litouwse Kronieken. Het verhaal vertoont een aantal gelijkenissen met de Lupa Capitolina en reflecteert mogelijk net als de legende van de Palemoniden, het Litouwse verlangen om hun legendarische oorsprong van het Romeinse Keizerrijk aan te tonen. De legende werd populair tijdens de periode van Romantisch nationalisme. De IJzeren Wolf is vandaag de dag een van de symbolen van Vilnius en wordt gebruikt door sportploegen, het Litouwse leger, jeugdbewegingen, enz.

## Legende
Volgens de legende was groothertog Gediminas (ca. 1275 – 1341) aan het jagen in het heilige bos in de buurt van de Vallei van Šventaragis, dicht bij waar de Vilnia rivier in de Neris rivier stroomt.

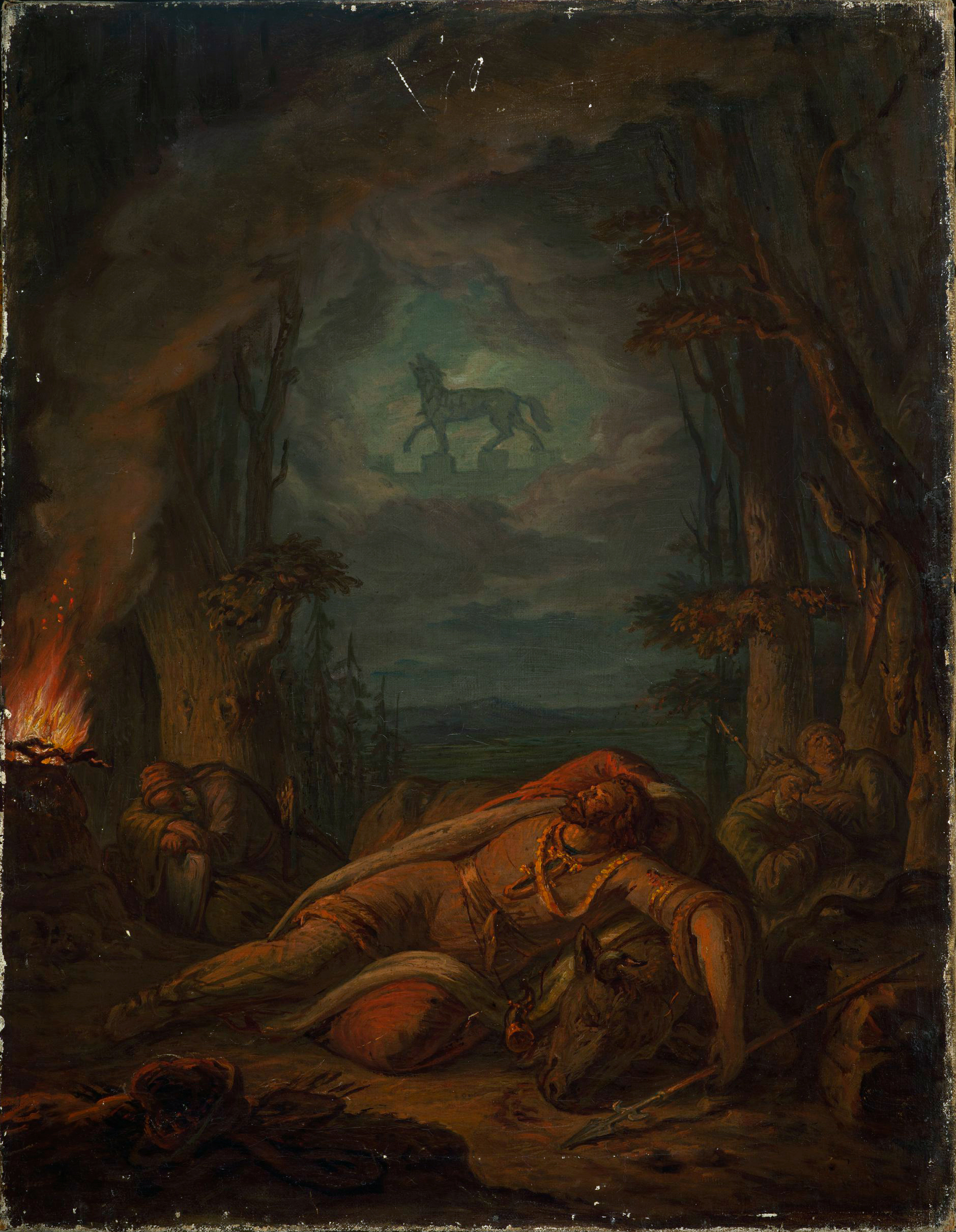
Schilderij dat de droom van groothertog Gediminas afbeelt.

Vermoeid na een succesvolle jacht op een oeros, besloot de groothertog te gaan slapen. Hij viel vast in slaap en droomde over een gigantische ijzeren wolf die boven op een heuvel stond. Deze wolf huilde zo hard en zo luid als honderd wolven samen. Bij het ontwaken vroeg de groothertog aan de krivis (soort van priester) Lizdeika wat de droom betekende. De priester vertelde hem:  
"Wat is voorbestemd voor de heerser en de staat Litouwen is als volgt: De IJzeren Wolf stelt een kasteel voor en een stad die door jou opgericht zullen worden op deze plaats. Deze stad zal de hoofdstad worden van de Litouwse landen en de woonplaats van zijn heersers, en de glorie van hun daden zal echoën over heel de wereld." 
Daarom bouwde Gediminas, gehoorzamend aan de wil van de goden, de stad en hij noemde de stad Vilnius, naar de Vilnia rivier.
1. ↑  Sužiedėlis, Saulius (2011). Historical Dictionary of Lithuania. Scarecrow Press, p. 136. ISBN 978-0-8108-4914-3.
2. ↑  The Legend of the Founding of Vilnius